# AirTag
L'AirTag è un dispositivo sviluppato da Apple Inc. che localizza gli oggetti personali tramite l'app Dov'è.

## Funzionamento
Gli AirTag, connessi al proprio iPhone tramite l'applicazione Dov'è, inviano un segnale Bluetooth e Ultra wideband in grado di localizzare sulla mappa gli oggetti su cui sono stati applicati. Inoltre, la funzione "posizione precisa", permette di guidarti al punto esatto in cui si trovano gli oggetti con delle indicazioni a schermo.
Se l'oggetto viene spostato mentre non c'è il proprietario, egli verrà avvisato con delle notifiche sull'iPhone e l'AirTag inizierà a suonare. La comunicazione dell'AirTag con l'iPhone del proprietario avviene grazie alla rete di dispositivi Apple nelle vicinanze del dispositivo.

## Storia

### Prime voci
La notizia dello sviluppo del prodotto è trapelata per la prima volta ad aprile 2019, ma le prime tracce degli AirTag si hanno nella versione 14.5 di iOS 14 resa disponibile nel 2021, quando si è scoperto che erano incluse le funzionalità "articoli" e "accessori" pensate per il supporto agli AirTag.

### Evento Spring Loaded
Il 20 aprile 2021, durante l'evento "Spring Loaded", gli AirTag sono stati ufficialmente presentati e ne è stato annunciato il prezzo: (a partire da 29 $ l'uno).

### Controversie
Gli AirTag hanno sollevato dei quesiti iniziali nel caso di tracciamento indesiderato. Apple ha risposto creando delle funzioni progettate per scoraggiare il monitoraggio degli spostamenti delle persone a loro insaputa.